# Nanorana pleskei
Nanorana pleskei es una especie de anfibio anuro de la familia Dicroglossidae. Se encuentra en la China. Se encuentra amenazada de extinción por la pérdida de su hábitat natural.